# Megapodiidae
Famille
Les Megapodiidae (ou mégapodiidés en français) sont une famille d'oiseaux constituée de 7 genres et de 22 espèces existantes de talégalles, de leipoa et de mégapodes.

## Description
Les megapodiidés sont des oiseaux terrestres de taille moyenne à grande (de 28 à 70 cm), aux grandes pattes puissantes munies d'ongles acérés et à onglets. Les poules pondent leurs œufs dans des creux aménagés à la force de leurs onglets. Ils font partie des rares groupes d'oiseaux qui ne couvent pas leurs œufs : ce sont les seuls oiseaux à construire des nids incubateurs (et contrairement aux coucous, vachers à tête brune ou combassous du Sénégal (Vidua chalybeata) ... qui font couver leurs œufs par d'autres espèces d'oiseaux, les megapoddidés ne parasitent pas le nid d'autres espèces).

## Habitat et répartition
Leur aire de répartition se situe en Australasie, Australie, Indonésie, Philippines et îles voisines, ainsi qu'en Nouvelle-Bretagne, île d'Océanie, la plus grande de l'archipel Bismarck qui fait partie de la Papouasie-Nouvelle-Guinée. Ils vivent soit aux pieds des volcans soit dans les plaines.

## Reproduction

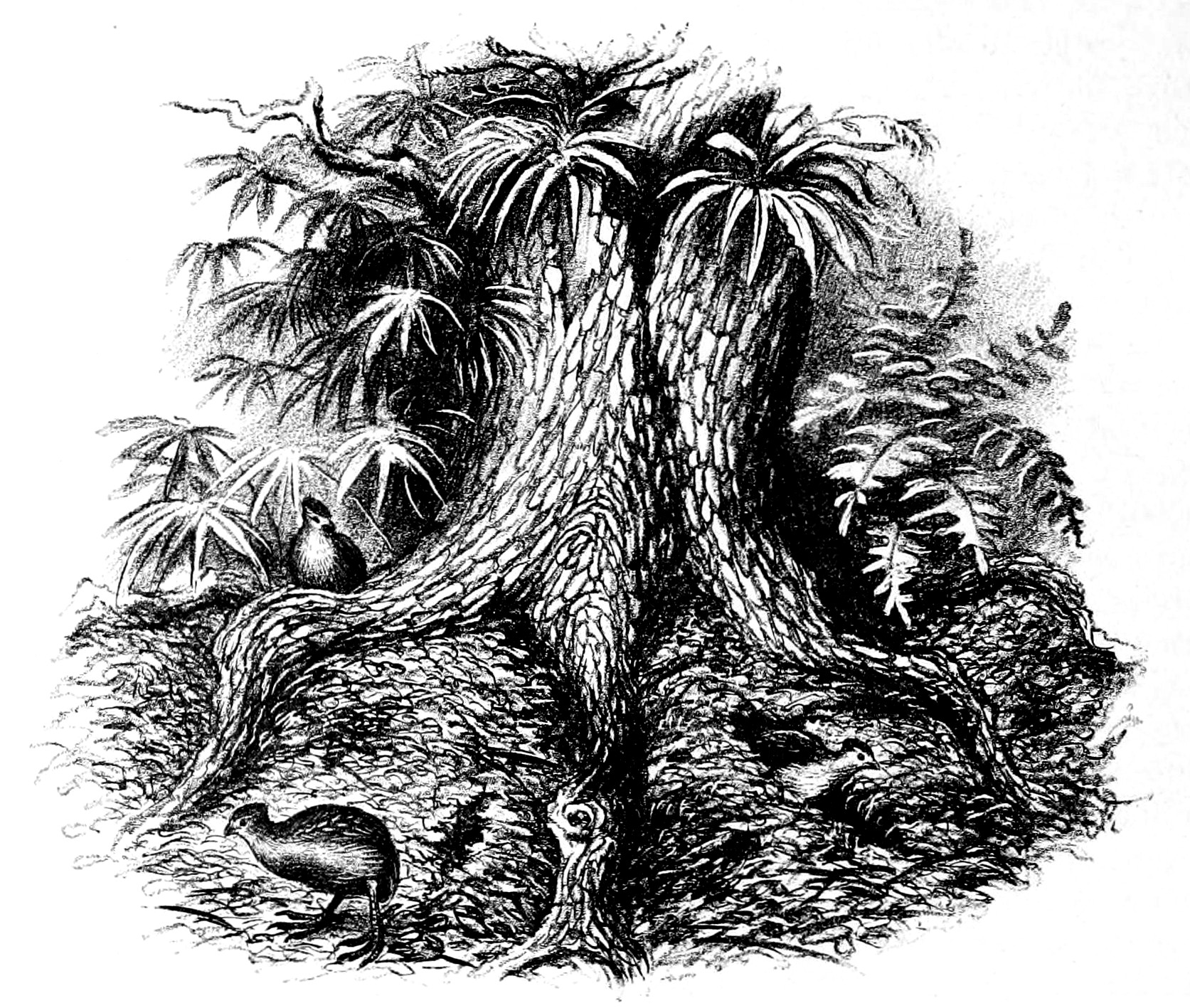
Nid de Mégapode des Philippines (Megapodius cumingii), au pied d'un arbre.

Les mégapodiidés ne couvent pas leurs œufs comme les autres oiseaux, mais aménagent des creux dans lesquels ils sont pondus. Parfois, à cause du stress, les poules pondent leurs œufs à même le sol. Certaines espèces adaptent leur stratégie d'incubation en fonction de l'environnement local ou de la saison. Bien que le talégalle de Latham soit la seule espèce d'oiseau pour laquelle on ait confirmé que la proportion d'oiseaux du même sexe est dépendante de la température d'incubation, on estime que le fait est valable pour tous les Mégapodidés qui partagent cette méthode unique de nidification chez les oiseaux. La nature non sociale de leur incubation pose des questions quant à la façon dont les nouveau-nés reconnaissent les autres membres de leur espèce, qui est due à l'empreinte chez les autres membres de l'ordre des Galliformes. Des recherches récentes suggèrent qu'il existe un instinct de reconnaissance visuelle des mouvements faits par les différentes espèces de mégapodes.
Beaucoup d'espèces de cette famille sont timides, solitaires et discrètes, alors que quelques autres vivent en colonies de plusieurs milliers d'oiseaux.
Les poussins n'ont pas d'aide pour sortir de l'œuf : ils utilisent pour cela leurs griffes puissantes puis, couchés sur le dos, ils grattent le sable et les matières végétales pour creuser un tunnel jusqu'à la surface de la butte. Semblables aux autres espèces d'oiseaux précoces, ils éclosent avec toutes leurs plumes et sont en mesure de voler dès les premières heures et de vivre de façon indépendante de leurs parents dès leur naissance.
Parfois, les poussins sont seuls, sans aide parentale et ils peuvent alors être plus facilement la proie des oiseaux de proie. Les dragons de Komodo mangent non seulement les œufs, mais ils volent leurs nids.

## Arbre phylogénique des genres
Selon Harris 2014
|  | Leipoa Gould, 1840 (1 espèce)                                                                              |
|  | |
|  | \| \| Alectura Latham, 1824 (1 espèce) \| \| \| \| \| \| Aepypodius Oustalet, 1880 (2 espèces) \| \| \| \| |
|  | |
|  | Alectura Latham, 1824 (1 espèce)                                                                           |
|  | |
|  | Aepypodius Oustalet, 1880 (2 espèces)                                                                      |
|  | |

|  | Alectura Latham, 1824 (1 espèce)      |
|  |                                       |
|  | Aepypodius Oustalet, 1880 (2 espèces) |
|  |                                       |

|  | Leipoa Gould, 1840 (1 espèce)                                                                              |
|  | |
|  | \| \| Alectura Latham, 1824 (1 espèce) \| \| \| \| \| \| Aepypodius Oustalet, 1880 (2 espèces) \| \| \| \| |
|  | |
|  | Alectura Latham, 1824 (1 espèce)                                                                           |
|  | |
|  | Aepypodius Oustalet, 1880 (2 espèces)                                                                      |
|  | |

|  | Alectura Latham, 1824 (1 espèce)      |
|  |                                       |
|  | Aepypodius Oustalet, 1880 (2 espèces) |
|  |                                       |

|  | Macrocephalon S. Muller, 1846 (1 espèce)                                                                         |
|  | |
|  | \| \| Eulipoa Ogilvie-Grant, 1893 (1 espèce) \| \| \| \| \| \| Megapodius Gaimard, 1823 (12 espèces) \| \| \| \| |
|  | |
|  | Eulipoa Ogilvie-Grant, 1893 (1 espèce)                                                                           |
|  | |
|  | Megapodius Gaimard, 1823 (12 espèces)                                                                            |
|  | |

|  | Eulipoa Ogilvie-Grant, 1893 (1 espèce) |
|  |                                        |
|  | Megapodius Gaimard, 1823 (12 espèces)  |
|  |                                        |

|  | Leipoa Gould, 1840 (1 espèce)                                                                              |
|  | |
|  | \| \| Alectura Latham, 1824 (1 espèce) \| \| \| \| \| \| Aepypodius Oustalet, 1880 (2 espèces) \| \| \| \| |
|  | |
|  | Alectura Latham, 1824 (1 espèce)                                                                           |
|  | |
|  | Aepypodius Oustalet, 1880 (2 espèces)                                                                      |
|  | |

|  | Alectura Latham, 1824 (1 espèce)      |
|  |                                       |
|  | Aepypodius Oustalet, 1880 (2 espèces) |
|  |                                       |

|  | Leipoa Gould, 1840 (1 espèce)                                                                              |
|  | |
|  | \| \| Alectura Latham, 1824 (1 espèce) \| \| \| \| \| \| Aepypodius Oustalet, 1880 (2 espèces) \| \| \| \| |
|  | |
|  | Alectura Latham, 1824 (1 espèce)                                                                           |
|  | |
|  | Aepypodius Oustalet, 1880 (2 espèces)                                                                      |
|  | |

|  | Alectura Latham, 1824 (1 espèce)      |
|  |                                       |
|  | Aepypodius Oustalet, 1880 (2 espèces) |
|  |                                       |

|  | Macrocephalon S. Muller, 1846 (1 espèce)                                                                         |
|  | |
|  | \| \| Eulipoa Ogilvie-Grant, 1893 (1 espèce) \| \| \| \| \| \| Megapodius Gaimard, 1823 (12 espèces) \| \| \| \| |
|  | |
|  | Eulipoa Ogilvie-Grant, 1893 (1 espèce)                                                                           |
|  | |
|  | Megapodius Gaimard, 1823 (12 espèces)                                                                            |
|  | |

|  | Eulipoa Ogilvie-Grant, 1893 (1 espèce) |
|  |                                        |
|  | Megapodius Gaimard, 1823 (12 espèces)  |
|  |                                        |

## Liste des espèces existantes
Selon la classification de référence du Congrès ornithologique international (version 15.1, 2025) :